# Pyriftalid
Pyriftalid ist ein Pflanzenschutzwirkstoff aus der Gruppe der Herbizide.

## Anwendung
Pyriftalid wird als Herbizid zur Bekämpfung von Unkräutern beim Anbau von Reis eingesetzt. Es dient u. a. der Bekämpfung von Hühnerhirse und Borstenhirse in Reisfeldern.

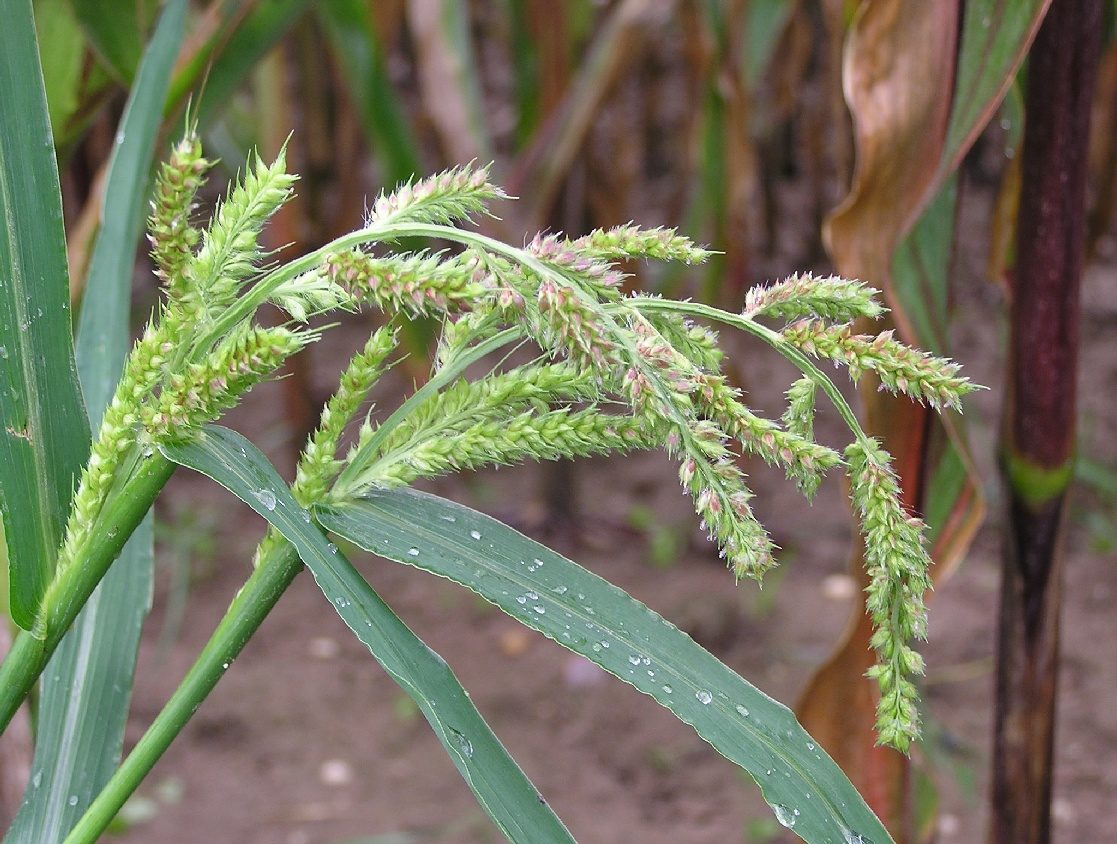
Hühnerhirse
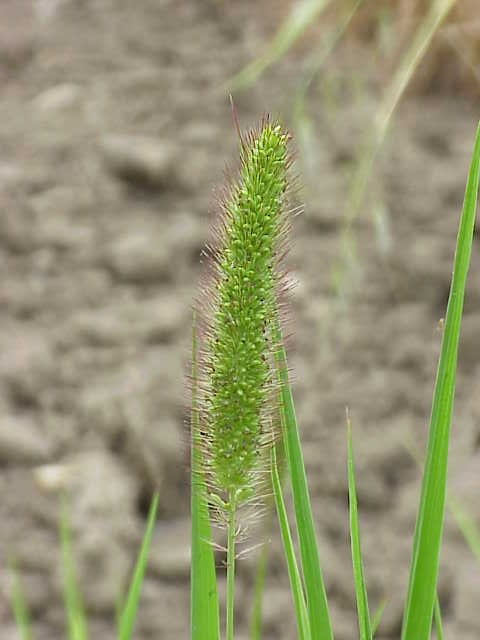
Grüne Borstenhirse

## Handelsname
Ein Pflanzenschutzmittel mit dem Wirkstoff Pyriftalid wird unter den Handelsnamen Apiro Star und Apiro Max vermarktet.

## Zulassung
In den Staaten der EU und in der Schweiz sind Pflanzenschutzmittel mit dem Wirkstoff Pyriftalid nicht zugelassen.